# Volkovce
Volkovce é um município da Eslováquia, situado no distrito de Zlaté Moravce, na região de Nitra. Tem 11,6 km² de área e sua população em 2018 foi estimada em 1.021 habitantes.

## Demografia
| Ano:        | 1994 | 2004   | 2014   | 2024   |
| ----------- | ---- | ------ | ------ | ------ |
| Broj ljudi: | 1014 | 1011   | 1020   | 1006   |
| Razlika:    |      | -0,29% | +0,89% | -1,37% |

| Ano:               | 2023 | 2024   |
| ------------------ | ---- | ------ |
| Número de pessoas: | 1001 | 1006   |
| Diferença:         |      | +0,49% |